# Anand Bhavan

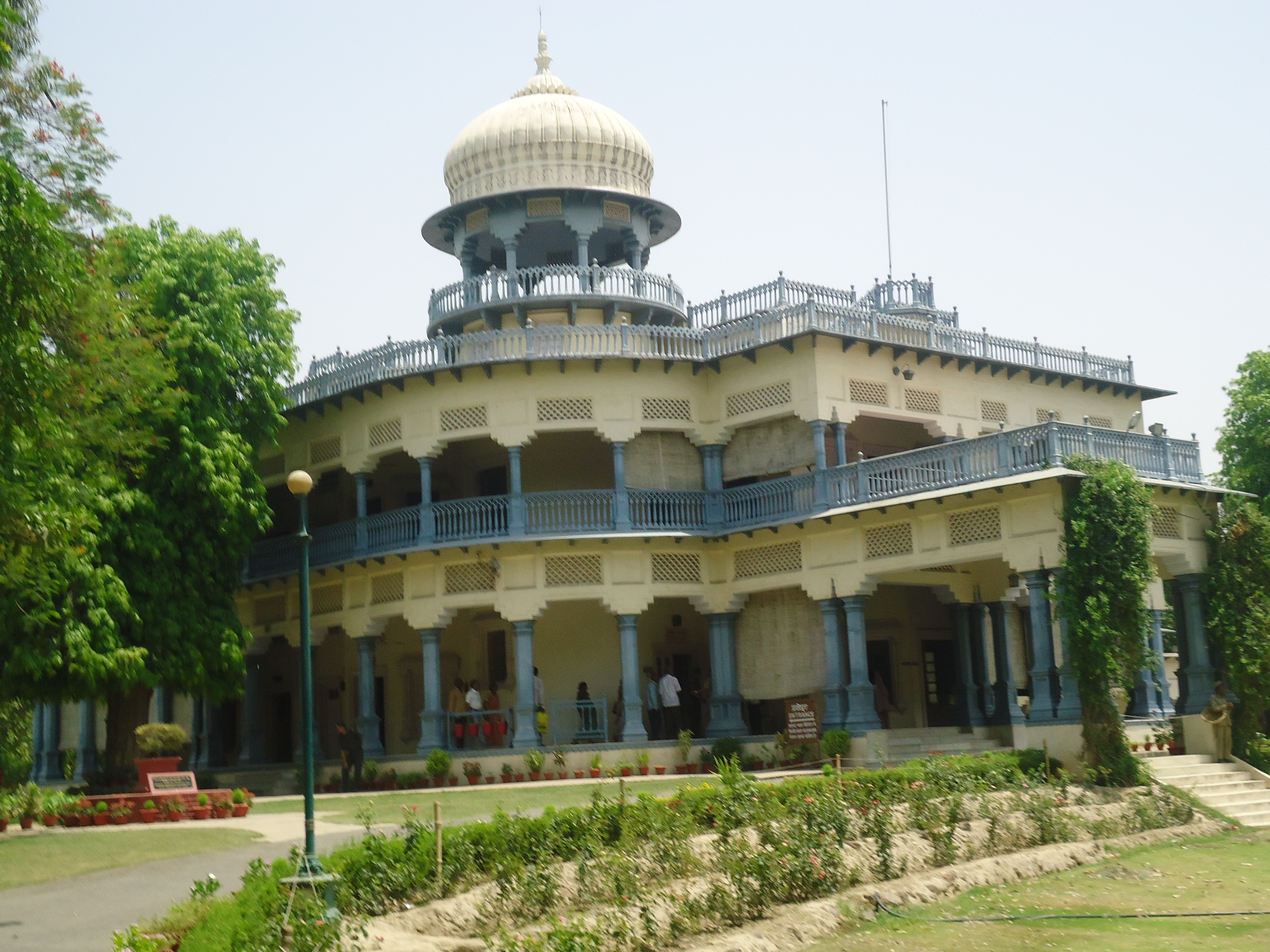
Vue générale

L'Anand Bhavan est une maison historique  d'Allahabad, en Inde,  la maison de la famille Nehru-Gandhi. 

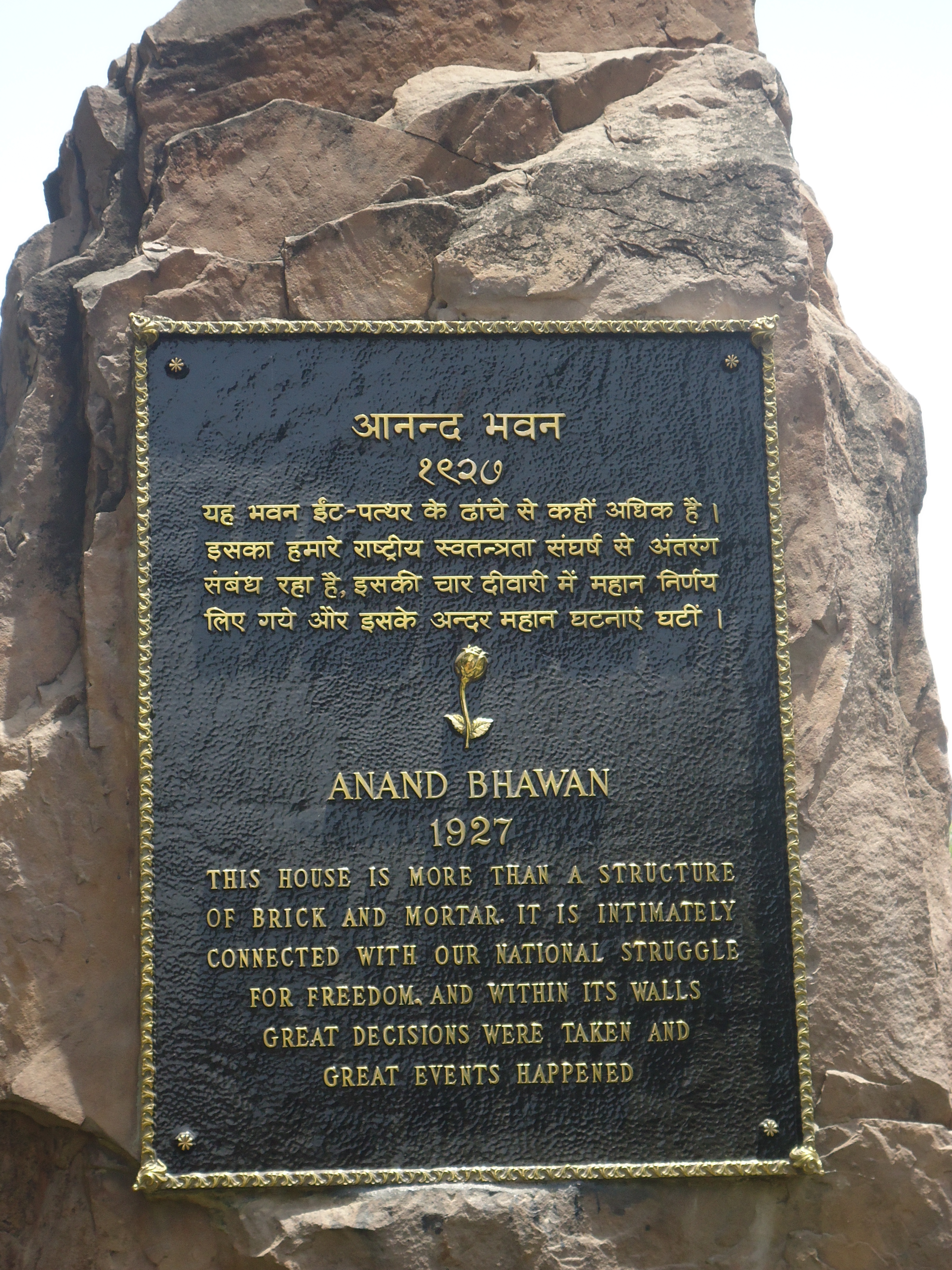
Panneau à l'entrée

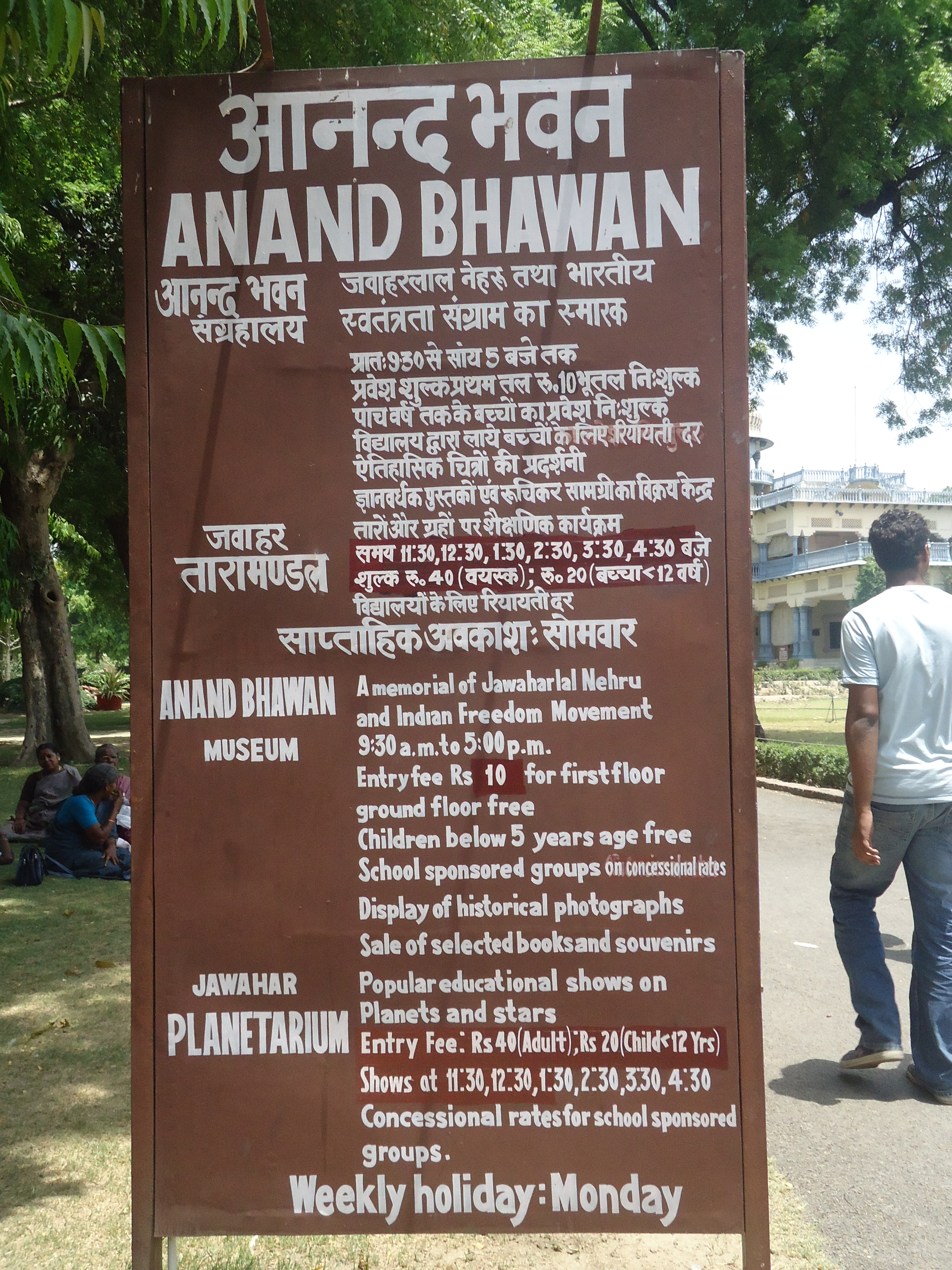
Autre panneau d'information

## Histoire
Elle a été construite par Motilal Nehru, homme politique indien, père du premier ministre de même nom, pour servir de résidence à sa famille quand leur maison initiale, la Swaraj Bhavan (précédemment appelée Anand Bhavan) a été transformé en un centre névralgique du parti du  Congrès national indien.
Le nom signifie : Maison de la joie, ou Maison du bonheur.
Cet immeuble Anand Bhavan a été donné au gouvernement indien en 1970 par Indira Gandhi, et est aujourd'hui un musée.